# 마이크로닷 (래퍼)
마이크로닷(Microdot, 본명: 신재호, 1993년 11월 21일 ~ )은 대한민국에서 활동하는 한국계 뉴질랜드인 래퍼다. 충청북도 제천시에서 출생하여 4세 때 뉴질랜드로 이민 가서 자랐으며, 성장 후에는 대한민국으로 들어와 래퍼로 활동하였다.

## 음반 목록
- 《Chapter 1》 (2006년, 올 블랙)
- 《마이크로테입 (Microtape EP)》 (2015년)
- 《골키퍼 (Goal Keeper)》 (2015년)
- 《Love Letter》 (2015년)
- 《Celebrate》 (2016년)
- 《+64》 (2016년)
- 《My Lemonade》 (2016년)
- 《대결 OST》 (2016년)
- 《흔들어대 (Shake It)》 (2016년)
- 《K.B.B (가위바위보)》 (with 제시 & 덤파운데드 & LyRicks) (2016년)
- 《Welcome To The Jungle》 (2017년)
- 《Prophet》 (2017년)
- 《Light》 (2018년)

## 출연 프로그램
- 《Show Me The Money 4》 (2015년)
- 《언프리티 랩스타 2》 (2015년)
- 《힙합의 민족 시즌 2》 (2016년)
- 《정글의 법칙 in 와일드 뉴질랜드》 (2017년)
- 《Show Me The Money 6》 (2017년)
- 《나만 믿고 따라와, 도시어부》 (2017년)
- 《모두의 연애》 (2017년)
- 《친절한 기사단》 (2018년)
- 《짠내투어》 (2018년) 게스트
- 《나 혼자 산다》 게스트
- 2018년 MBC 《황금어장 라디오스타》 게스트

## 부모의 사기죄 논란
2018년 11월 19일, 마이크로닷이 지상파 예능프로그램인 나 혼자 산다에 출연하면서 이목을 끌었고, 1998년 5월 31일, 부모가 사기를 저지른 후 자식인 산체스, 마이크로닷과 함께 뉴질랜드로 도피했다는 사실이 화제가 되었다. 마이크로닷은 처음에는 사실 무근이라며 명예훼손에 법적 대응할 것이라고 했으나, 확실한 정황과 증거들이 포착되자 사과하는 입장문을 냈다. 이후, 귀국한 마이크로닷의 부모는 체포되어 재판에 넘겨진 후 아버지는 징역 3년, 어머니는 징역 1년형을 선고받고 형기를 마치고 출소하여 봉사활동을 하다가 뉴질랜드로 추방됐다.